# Joakim Palme
Joakim Palme es un politólogo y sociólogo sueco. Desde 2009, es profesor de Ciencias Políticas en la Universidad de Uppsala y desde julio de 2020 hasta junio de 2013 es el decano de la Facultad de las Ciencias Sociales de la universidad. Es el actual presidente de la delegación sueca de Estudios de Migración del Gobierno (Delmi) y dirige un proyecto de investigación sobre las consecuencias de la crisis financiera mundial en los Estados de Bienestar europeos. Sus áreas de interés de investigación son la comparación de Estados de Bienestar, la desigualdad, inversiones sociales y la migración.
De 1999 a 2001, presidió la Comisión de Bienestar designada por el gobierno sueco. Entre 2013 y 2017, ejerció como miembro del consejo del Instituto de Investigación de las Naciones Unidas para el Desarrollo Social (UNRISD). Después, se convirtió en la junta por dos mandatos (de julio de 2017 a junio de 2019 y de julio de 2019 a junio de 2021).
Destaca, entre otras cosas, su contribución (y la de Walter Korpi ) al plantear la paradoja de la redistribución en el artículo The Paradox of Redistribution and Strategies of Equality: Welfare State Institutions, Inequality, and Poverty in the Western Countries.  Esta paradoja afirma que un país obtendrá más redistribución, disminuyendo la pobreza y la desigualdad económica, cuando se deduzca de todos los ciudadanos para dar a todos los ciudadanos que siguiendo una lógica de Robin Hood, es decir, transferir dinero de los ricos por ayudar a los pobres.